# Cornelios Escipiones

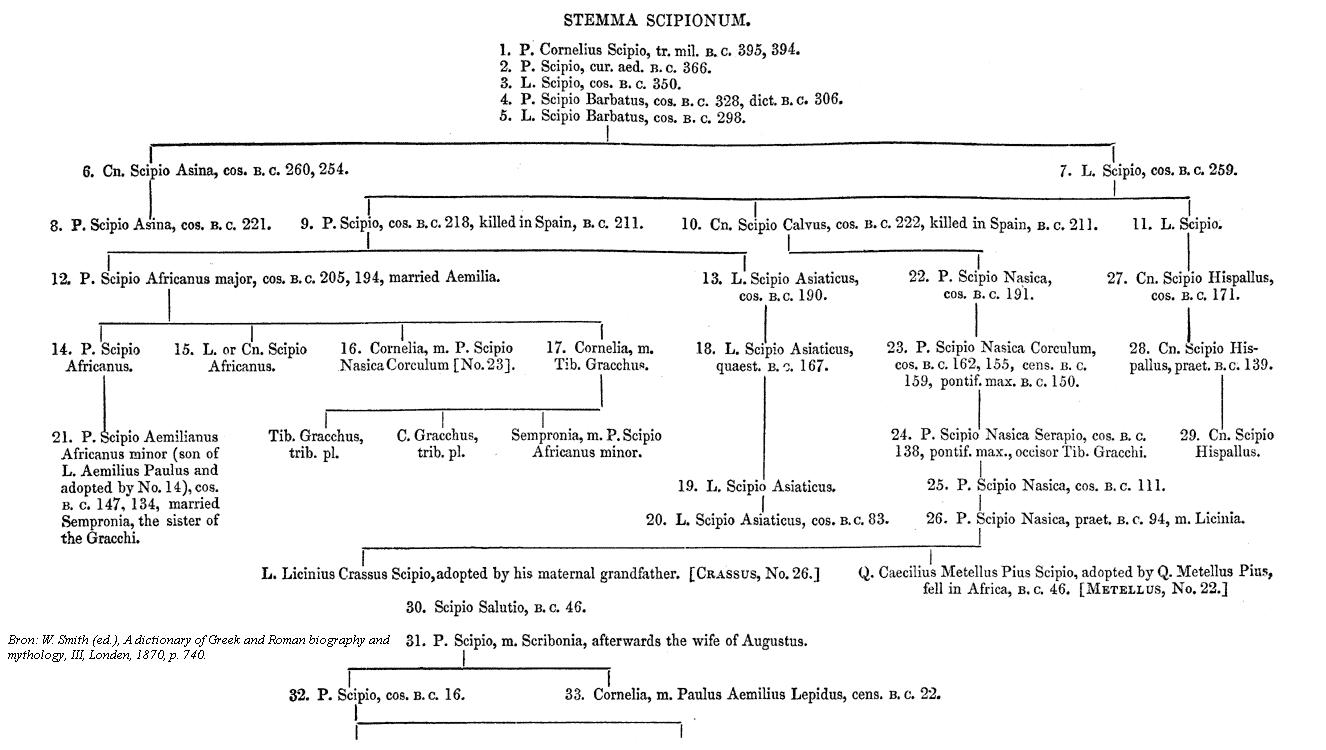
Genealogía de los Cornelios Escipiones extraída del Dictionary of Greek and Roman biography and mythology (1849)

Los Cornelios Escipiones fueron una familia patricia de la gens Cornelia cuyos miembros dominaron la política romana en las décadas posteriores a la segunda guerra púnica, periodo conocido como época de los Escipiones. Durante el Imperio diversos miembros del clan alcanzaron el consulado, la más alta magistratura del Estado, pero ya habían perdido toda su importancia política. El último Cornelio Escipión registrado fue un augur del finales del siglo III.
La tumba familiar, fechada en el siglo III a. C. y redescubierta en 1780, contiene una de las mayores colecciones de inscripciones latinas, importante fuente de información sobre la República romana.

## Miembros
- Publio Cornelio Escipión, tribuno militar con poderes consulares en 395 a. C. y 394 a. C. Aparentemente, es el primero que adopta este cognomen
- Lucio Cornelio Escipión, cónsul 350 a. C.
- Lucio Cornelio Escipión Barbato, cónsul 298 a. C.
- Cneo Cornelio Escipión Asina, cónsul 260 a. C., 254 a. C.
- Lucio Cornelio Escipión, cónsul 259 a. C.
- Cneo Cornelio Escipión Calvo, cónsul 222 a. C.
- Publio Cornelio Escipión Asina, cónsul 221 a. C.
- Publio Cornelio Escipión (cónsul 218 a. C.), cónsul 218 a. C.
- Publio Cornelio Escipión el Africano, vencedor de Aníbal en Zama, cónsul 205 a. C., 194 a. C.
- Publio Cornelio Escipión Nasica, cónsul 191 a. C.
- Lucio Cornelio Escipión Asiático, cónsul 190 a. C.
- Marco Cornelio Escipión Maluginense, pretor 176 a. C.
- Lucio Cornelio Escipión, pretor 174 a. C.
- Publio Cornelio Escipión (sacerdote), flamen dialis
- Publio Cornelio Escipión Nasica Córculo, cónsul 162 a. C., 155 a. C.
- Publio Cornelio Escipión Emiliano el Africano Numantino ("Escipión el Joven"), cónsul 147 a. C.
- Publio Cornelio Escipión Nasica Serapión, cónsul 138 a. C.
- Publio Cornelio Escipión Nasica, pretor 93 a. C.
- Lucio Cornelio Escipión Asiático, cónsul 83 a. C.
- Publio Cornelio Escipión, cónsul 16 a. C.
- Publio Cornelio Escipión, cónsul 52 d. C.
- Servio Cornelio Escipión Salvidieno Orfito, cónsul 110.
- Servio Cornelio Escipión Lucio Salvidieno Orfito, cónsul 149.
- Servio Cornelio Escipión Salvidieno Orfito, cónsul 178.